# Arma-Goddamn-Motherfuckin-Geddon
Arma-Goddamn-Motherfuckin-Geddon – drugi (po „We’re from America”) singiel wydany przez grupę Marilyn Manson z ich siódmego albumu The High End of Low. Zawiera oficjalną, albumową wersję, wersję ocenzurowaną – „Arma-Goddamn-Motherfuckin-Geddon (Radio Clean Edit)” i remiks wykonywany przez Teddybears. Singel został opublikowany w Internecie dnia 5 maja 2009 roku, wraz z możliwością wcześniejszego zamówienia całego albumu The High End of Low.
Manson wypowiedział się na temat singla w czerwcowym wydaniu magazynu Revolver w następujący sposób:
„Absolutnie nigdy bym nie uwierzył, że wytwórnia płytowa będzie chciała wypuścić tę piosenkę jako singel. Napisałem ją w połowie po to, by ich wkurzyć. Zazwyczaj właśnie takie rzeczy wychodzą z moich ust. Niektórzy ludzie myślą, że mam zaburzenia chromosomów w mózgu, więc wymyślam absurdalne słowa i wyrażenia. Mówię, że to „specjalna cecha superbohatera”.”

## Lista utworów
UK CD Single
1. Arma-Goddamn-Motherfuckin-Geddon
2. Arma-Goddamn-Motherfuckin-Geddon (The Teddybears Remix)

UK 7-inch
1. Arma-Goddamn-Motherfuckin-Geddon
2. Arma-Goddamn-Motherfuckin-Geddon (Alternate Version)

EU CD Single EP
1. Arma-Goddamn-Motherfuckin-Geddon
2. Arma-Goddamn-Motherfuckin-Geddon (The Teddybears Remix)
3. Arma-Goddamn-Motherfuckin-Geddon (Alternate Version)
4. Arma-Goddamn-Motherfuckin-Geddon (Enhanced Video)

Niemiecka CD Single EP
1. Arma-Goddamn-Motherfuckin-Geddon
2. Arma-Goddamn-Motherfuckin-Geddon (The Teddybears Remix)
3. Arma-Goddamn-Motherfuckin-Geddon (Alternate Version)
4. Arma-Goddamn-Motherfuckin-Geddon (Clown/Slipknot Fuck The God Damn TV And Radio Remix)

Remiks Slipknota został także zrealizowany i zamieszczony do ściągnięcia wyłącznie na Play.com, kiedy album trafił do sklepów.

## Teledysk
Poza kamerą fotosy z clipu pokazują, ze wideo może być podobne do „Antichrist Superstar” wideo/na żywo występu. Pokazanie Manson’a śpiewającego na podium tylko, że zamiast symbolu porażenia zdaje się pokazywać symbol przypominający dolara. Clip wyreżyserował Delaney Bishop. 14 maja, clip miał premierę na NME.com.

## Pozycje na listach przebojów
| Notowanie (2009)                      | Najwyższa pozycja |
| ------------------------------------- | ----------------- |
| German Singles Chart                  | 67                |
| Swedish Singles Chart                 | 48                |
| UK Singles Chart                      | 114               |
| U.S. Billboard Mainstream Rock Tracks | 37                |